# Museu Exploratório de Ciências da Unicamp
O Museu Exploratório de Ciências da Universidade Estadual de Campinas tem o objetivo de revelar a relação entre o Homem e a natureza. 
Contou com edital internacional para o projeto da sede do museu, em 2009. Esse edital internacional possivelmente foi único em obras públicas institucionais, nos últimos vinte anos. O concurso foi vencido pelos arquitetos Daniel Corsi, Dani Hirano e Reinaldo S. Nishimura, da CHN Arquitetos, de São Paulo.